# Sredets (huyện)
Sredets là một huyện thuộc tỉnh Burgas, Bungaria. Dân số thời điểm năm 2001 là 17395 người.